# 渡辺兵四郎
渡辺 兵四郎（渡邉、わたなべ ひょうしろう、1846年4月16日（弘化3年3月21日） - 1932年（昭和7年）5月11日）は、日本の実業家、漁業家、政治家。衆議院議員、小樽区長。初名・佐助。

## 経歴
出羽国能代港（現秋田県能代市）で渡辺甚四郎の二男として生まれる。12歳まで能代の商家で奉公し、万延元年（1860年）家出して小樽に渡り、山田兵蔵家の店員として勤め、主人からの信頼を得てその一字をもらい受けて兵四郎と改名。1877年に独立し荒物商を営む。
また漁業経営にも乗り出し、ニシン漁網の改良を行い、漁業組合、水産組合を創設して、小樽郡漁業組合頭取、小樽外六郡漁業組合連合会長、小樽水産組合長など務め、北海道水産界の振興に貢献した。その他、学務委員、徴兵参事員、小樽区会議員、北海道会議員、同副議長、同議長、小樽商業会議所会頭などを歴任。
1908年5月の第10回衆議院議員総選挙で北海道庁小樽区から出馬し当選したが、1909年12月10日、衆議院議員選挙訴訟の結果、当選が無効と確定した。また1912年3月28日から1916年2月9日まで小樽区長を務めた。